# Championnat du Maroc de football de deuxième division 2002-2003
Navigation
Édition précédente Édition suivante
Le Championnat du Maroc de football D2 2002-2003 est la 47e édition du championnat du Maroc de football D2. Elle oppose seize clubs regroupées au sein d'une poule unique où les équipes se rencontrent deux fois, à domicile et à l'extérieur. En fin de saison, les deux derniers sont relégués et remplacés par les deux meilleurs clubs de GNFA1, la troisième division marocaine. Mais en vérité se sont quatre clubs premiers de leur poules en troisième division qui s'affrontent lors de matchs barrages pour la montée.
C'est le club du Mouloudia Club d'Oujda qui remporte le championnat après avoir terminé en tête du classement, avec seulement un point d'avance sur l'AS Salé. Les clubs montant en première division sont les deux premiers soit le Mouloudia Club d'Oujda et l'AS Salé tandis que les clubs relégués en troisième division sont le Raja de Beni Mellal et l'Union de Sidi Kacem.
La meilleure attaque du championnat est celle du Mouloudia Club d'Oujda avec plus de 47 buts marqués tandis que la meilleure défense est celle de l'AS Salé avec seulement 17 buts pris.

## Compétition

### Classement
| Rang | Équipe                  | Pts | J  | G  | N  | P  | Bp | Bc | Diff |
| ---- | ----------------------- | --- | -- | -- | -- | -- | -- | -- | ---- |
| 1    | Mouloudia d'Oujda       | 58  | 30 | 16 | 10 | 4  | 47 | 19 | +28  |
| 2    | AS Salé                 | 57  | 30 | 15 | 12 | 3  | 34 | 17 | +17  |
| 3    | Difaâ d'El Jadida       | 52  | 30 | 14 | 10 | 6  | 36 | 29 | +7   |
| 4    | Renaissance de BerkaneP | 45  | 30 | 12 | 9  | 9  | 36 | 29 | +7   |
| 5    | Racing de Casablanca    | 42  | 29 | 10 | 12 | 7  | 21 | 21 | 0    |
| 6    | Najm de MarrakechP      | 40  | 29 | 10 | 10 | 9  | 26 | 27 | -1   |
| 7    | Rachad Bernoussi        | 39  | 30 | 10 | 9  | 11 | 28 | 25 | +3   |
| 8    | Olympique de Safi       | 36  | 28 | 8  | 12 | 8  | 26 | 28 | -2   |
| 9    | Moghreb de Tétouan      | 35  | 28 | 7  | 14 | 7  | 28 | 26 | +2   |
| 10   | Fath de Nador           | 35  | 28 | 8  | 11 | 9  | 21 | 22 | -1   |
| 11   | TAS de Casablanca       | 35  | 28 | 9  | 8  | 11 | 23 | 27 | -4   |
| 12   | Wydad de Fès            | 34  | 29 | 7  | 13 | 9  | 19 | 20 | -1   |
| 13   | Stade MarocainR         | 33  | 30 | 7  | 12 | 11 | 20 | 25 | -5   |
| 14   | Majd Al Madina          | 32  | 29 | 6  | 14 | 9  | 21 | 26 | -5   |
| 15   | Raja de Beni MellalR    | 27  | 30 | 7  | 6  | 17 | 21 | 42 | -21  |
| 16   | Union de Sidi Kacem     | 16  | 28 | 3  | 7  | 18 | 24 | 48 | -24  |

|  | Promu en première division                                       |
|  | Relégation en troisième division                                 |
|  | P : Promu de troisième division R : Relégué de première division |

## Bilan de la saison
| Championnat du Maroc de football de deuxième division 2002-2003 |                                   |
| Champion                                                        | Mouloudia Club d'Oujda (?e titre) |
| Dauphin                                                         | AS Salé                           |
| Coupes et trophées                                              |                                   |
| Vainqueur de la Coupe du Trône 2002-2003                        | FAR de Rabat                      |
| Qualifications continentales                                    |                                   |
| Ligue des champions de la CAF 2004                              | Hassania Agadir                   |
| Ligue des champions de la CAF 2004                              | Raja de Casablanca                |
| Coupe de la CAF 2004                                            | FAR de Rabat                      |
| Coupe de la CAF 2004                                            | Wydad de Casablanca               |
| Promotions et relégations                                       |                                   |
| Promus en GNF1                                                  | Mouloudia Club d'Oujda            |
| Promus en GNF1                                                  | AS Salé                           |
| Relégués en GNF2                                                | IR Tanger                         |
| Relégués en GNF2                                                | FUS de Rabat                      |